# Zavarovana območja Madagaskarja
Ta seznam narodnih parkov Madagaskarja vključuje vsa uradno priznana zavarovana območja od leta 2015. Mrežo zavarovanih območij Madagaskarja upravlja Združenje narodnih parkov Madagaskarja (PNM-ANGAP). Omrežje vključuje tri vrste zavarovanih območij: stroge naravne rezervate (kategorija IUCN Ia), narodne parke (kategorija IUCN II) in rezervate za divje živali (kategorija IUCN IV). Na svetovnem kongresu parkov IUCN leta 2003 v Durbanu je malgaški predsednik Marc Ravalomanana napovedal pobudo za več kot potrojitev območja pod zaščito s približno 4.200.791 hektarjev (17.000 km²) na več kot 14.826.322 hektarjev (60.000 km²) (s 3 % na 10 % površine Madagaskarja). Ta 'Durbanska vizija', kot so jo poimenovali, je vključevala razširitev definicije zavarovanih območij v državi in sprejeta je bila zakonodaja, ki je omogočila ustanovitev štirih novih kategorij zavarovanih območij: naravni parki (IUCN kategorija II), naravni spomeniki (IUCN kategorija III), zavarovane krajine (IUCN kategorija V) in rezervati naravnih virov (IUCN kategorija VI). Poleg omogočanja teh novih ciljev za upravljanje zavarovanih območij je nova zakonodaja predvidela tudi subjekte, ki niso PNM-ANGAP, za upravljanje zavarovanih območij, kot so vladna ministrstva, združenja skupnosti, nevladne organizacije in druge organizacije civilne družbe ter zasebni sektor.

## Sistem zavarovanih območij
Zaščita naravnih območij na Madagaskarju je bila uvedena pod francosko kolonialno oblastjo leta 1927. Ta prvotna območja so bila rezervirana za znanstvene raziskave in niso bila odprta za javnost. Leta 1971 se je malgaška vlada lotila projekta za zaščito 741.316 arov (3000 km²) gozdov mangrov, kar je bilo prvo nacionalno prizadevanje za zaščito morskih ekosistemov Madagaskarja. Leta 1986 je vlada Madagaskarja ob podpori IUCN in Svetovnega sklada za naravo sprožila dvanajstletni postopek za pregled in ocenjevanje obstoječih zavarovanih območij in drugih, ki potrebujejo zaščito, da bi ustvarila začetni seznam prednostnih ohranitvenih območij Madagaskarja. Združenje Nationale pour la Gestion des Aires Protégées (ANGAP), ustanovljeno leta 1990, je bila prva vladna agencija, ustanovljena z izrecnim namenom razširitve in upravljanja zavarovanih območij.
Ustvarjanje sistema narodnih parkov se je začelo leta 1991 s prvimi večjimi nacionalnimi politikami za varstvo okolja in je potekalo skozi tri faze, preden se je leta 2002 zaključilo z ustanovitvijo Système des Aires Protégées de Madagascar (SAPM). Svetovni sklad za divje živali kot sopredsedujoči te komisije podpira vlado Madagaskarja pri upravljanju parkov, hkrati pa razvija upravljavska partnerstva z več partnerji, vključno z lokalnimi skupnostmi, civilno družbo in zasebnim sektorjem. Leta 2003 je bilo opredeljenih dodatnih 92 območij, ki si zaslužijo status zavarovanega območja; nekaterim od teh je bil medtem podeljen uradni zaščiten status, drugi pa čakajo na pregled. Zagotavljanje pravnega statusa in zaščite celotnega seznama območij, dodanih za izpolnitev zaveze Vizije Durban, zahteva posodobitev zakonodaje o zavarovanih območjih, ki je bila po politični krizi leta 2009 ustavljena.
Madagaskarska vlada je ustanovila Commission du Système des Aires Protégées de Madagascar (Komisijo za sistem zaščitenih območij Madagaskarja (SAPM)), da bi sodelovala z zadevnimi vladnimi ministrstvi (Ministrstvo za okolje, des Eaux et Forêts [Ministrstvo za okolje), vode in gozdove) in Ministère de l'Agriculture, de l'Elevage et de la Pêche [Ministrstvo za kmetijstvo, živinorejo in ribištvo]). Marca 2005 je vlada po vrsti intenzivnega sodelovanja z IUCN ter drugimi mednarodnimi in lokalnimi strokovnjaki uvedla sedanji sistem klasifikacije in pravne zaščite za zavarovana območja Madagaskarja.

## Kraji svetovne dediščine
Leta 1999 je bil narodni park Tsingy de Bemaraha vpisan na Unescov seznam svetovne dediščine. Leta 2007 je bilo šest drugih narodnih parkov izbranih za skupno območje svetovne dediščine pod imenom Deževni gozdovi Atsinanane (Rainforests of the Atsinanana). Ti parki so: narodni park Marojejy, narodni park Masoala, narodni park Ranomafana, narodni park Zahamena, narodni park Andohahela in narodni park Andringitra.. UNESCO je deževne gozdove Atsinanane uvrstil na seznam ogrožene svetovne dediščine 30. julija 2010 po povečanju nezakonite sečnje v parkih od leta 2009 kot posledice politične krize v državi.

## Zavarovana območja

### Strogi naravni rezervati (Réserves Naturelles Intégrales)
| Ime                         | Slika | Lokacija                                  | Ustanovitev | Površina  | Opis |
| --------------------------- | ----- | ----------------------------------------- | ----------- | --------- | --- |
| Rezervat Tsingy de Bemaraha |       | Melaky                                    | 1927        | 853,7 km² | Območje severno od narodnega parka Bemaraha je rezervirano za znanstvene raziskave in ohranjanje zelo endemične, raznolike flore in favne, ki zajema zahodne obalne in celinske prehodne savanske ekosisteme.                                                                          |
| Rezervat Betampona          |       | Atsinanana                                | 1927        | 29,2 km²  | Ta park je rezerviran za znanstvene raziskave in ohranjanje tipičnih ekosistemov vzhodnega nižinskega deževnega gozda. Znano je, da v tem parku rastejo številne endemične rastline z zdravilnimi lastnostmi, ki varujejo 93 vrst ptic, od katerih jih je 44 endemičnih za Madagaskar. |
| Rezervat Tsaratanana        |       | Sofia                                     | 1927        | 486,2 km² | Ta park je rezerviran za znanstvene raziskave in ohranjanje gorskega nižinskega in višinskega deževnega gozda, vključno z zelo endemičnimi divjimi živalmi na pobočjih gore Maromokotro, najvišje gore na Madagaskarju.                                                                |
| Rezervat Zahamena           |       | Alaotra Mangoro, Analanjirofo, Atsinanana | 1927        | 221,0 km² | Osrednji del narodnega parka Zahamena je rezerviran za ohranjanje več endemičnih in zelo ogroženih rastlinskih in živalskih vrst. Je tudi razvodje območja Alaotra, kmetijskega območja z največjo pridelavo v državi.                                                                 |

### National Parks (Parcs Nationaux)
| Ime                                                  | Slika | Lokacija                                                        | Ustanovitev | Površina   | Rekreacijski obiskovalci (2013) | Description |
| ---------------------------------------------------- | ----- | --------------------------------------------------------------- | ----------- | ---------- | ------------------------------- | --- |
| Narodni park gore Amber                              |       | Diana                                                           | 1958        | 182,0 km²  | 10.770                          | Ta deževni gozd na visoki nadmorski višini nudi hladen, osvežujoč kontrast vročim ravninam, ki obkrožajo goro. Nešteti slapovi in potoki se zlivajo po pobočjih parka in v petih jezerih, ki zagotavljajo pitno vodo za Antsiranano. V parku raste več kot 1000 rastlinskih vrst in številne vrste lemurjev, dvoživk in plazilcev. |
| Rezervat Analamazaotra (Périnet)                     |       | Alaotra Mangoro                                                 | 1989        | 8,1 km²    |                                 | Ta park je povezan z narodnim parkom Mantadia in tvori večje zavarovano območje Andasibe-Mantadia, ki varuje aje-aje (madagaskarski dolgoprstež), več kot 100 vrst orhidej, številne praproti in palme ter indri. |
| Narodni park Andasibe-Mantadia                       |       | Alaotra-Mangoro                                                 | 1989        | 154,8 km²  | 25.684                          | Mantadia, ki je z gozdnim koridorjem povezana z narodnim parkom Zahamena, nudi zatočišče največjemu lemurju na otoku, kritično ogroženemu indriju. V tem visokogorskem deževnem gozdu cveti veliko različnih redkih orhidej. |
| Narodni park Andohahela                              |       | Anosy                                                           | 1939        | 760,2 km²  | 156                             | Ta park, ki ga je UNESCO leta 2007 razglasil za svetovno dediščino, vključuje značilen južni bodičast gozd in edini deževni gozd na svetu južno od Kozorogovega povratnika. V parku raste več kot 1000 rastlinskih vrst, vključno s palmo Dypsis decaryi, ki je v naravi skoraj izumrla. |
| Narodni park Andringitra                             |       | Haute Matsiatra                                                 | 1927        | 311,6 km²  | 3156                            | Ta park, ki ga je UNESCO leta 2007 razglasil za svetovno dediščino, ponuja spektakularne razglede, nenavadne skalne formacije, vrhunsko plezanje in več kot 1000 vrst rastlin. Druga najvišja gora na otoku, Imarivolanitra, leži znotraj parka. |
| Narodni park Ankarafantsika                          |       | Boeny                                                           | 2002        | 1350,0 km² | 4421                            | Ta park s suhimi listnatimi gozdovi, peščenimi savanami ter številnimi jezeri in rekami uživa v bogati živalski raznolikosti, zlasti lemurjih in pticah. |
| Narodni park Baie de Baly                            |       | Boeny                                                           | 1997        | 571,4 km²  | 100                             | Ta park ščiti edinstven ekosistem na stičišču morskih grebenov, obalnih habitatov, obdanih z mangrovami in suhih listopadnih gozdov na severozahodu ter zagotavlja zatočišče vrstam, kot sta dugong in Madagaskarska velikoglava želva (erymnochelys madagascariensis). Več kot 86 % vseh vrst vodnih ptic na Madagaskarju najdemo v tem parku, kjer so mnoge od njih ustvarile kolonije. |
| Narodni park Isalo                                   |       | Ihorombe                                                        | 1962        | 815,4 km²  | 28.375                          | Isalo, najbolj obiskan park na Madagaskarju, ohranja masiv peščenjaka, ki je sčasoma erodiral in oblikoval dramatične in barvite kanjone, planote in doline. Sedemnajst rek teče skozi suho pokrajino, posejano s palmami in naseljeno z obročastimi lemurji. |
| Narodni park Kirindy Mitea                           |       | Menabe                                                          | 1997        | 722,0 km²  | neznano                         | Ta park ščiti edinstvene divje živali vroče in suhe prehodne pokrajine med zahodnim in južnim ekosistemom. Čeprav je raznolikost vrst manjša v primerjavi z vzhodnimi deževnimi gozdovi, je endemizem zelo visok, saj predstavlja 100 % plazilcev in dvoživk, 91 % sesalcev v parku, 70 % ptičjih vrst in 70 % rastlinskih vrst parka. |
| Narodni park Lokobe                                  |       | Diana                                                           | 1913        | 15,2 km²   | n/a                             | Ta park, ki se razteza čez del otoka Nosy Be in zajema gozdne, obalne in morske ekosisteme, ščiti enega zadnjih primerov starih obalnih gozdov na območju Sambirano. Njegov status je bil spremenjen iz strogega naravnega rezervata v narodni park junija 2014. |
| Narodni park Mananara Nord                           |       | Analanjirofo                                                    | 1989        | 1440,0 km² | 100                             | Prvi morski park na Madagaskarju obsega morske ekosisteme okoli skupine treh otokov. Bilo je prvo zavarovano območje, ki je bilo vključeno v svetovno mrežo biosfernih območij UNESCO. Tu so koralni grebeni med najboljšimi na Madagaskarju. |
| Narodni park Marojejy                                |       | Sava                                                            | 1952        | 600,5 km²  | 1362                            | Narodni park Marojejy, ki ga je Unesco leta 2007 razglasil za svetovno dediščino, varuje primarni nižinski obalni deževni gozd na sveti gori Marojejy in okoli nje. V parku živijo številne endemične vrste ptic in 33 % vseh vrst dvoživk, ki jih najdemo na Madagaskarju. |
| Narodni park Marolambo                               |       | Atsinanana, Vakinankaratra, Amoron'i Mania, Vatovavy Fitovinany | 2015        | 1942,9 km² |                                 | Ta narodni park, ki obsega savane in sekundarne gozdove, prepredene z degradiranimi gozdovi in kmetijami, tvori koridor med več parki Ala Atsinanana, ki so na Unescovem seznamu svetovne dediščine. Med rastlinami, ki jih najdemo na tem območju, je 26 % družin in 95 % vrst endemičnih; tukaj najdemo tudi 13 vrst lemurjev in številne endemične vrste dvoživk in plazilcev. |
| Narodni park Masoala, vključno rezervat Nosy Mangabe |       | Sava, Analanjirofo                                              | 1997        | 2405,2 km² | 2480                            | Masoala, ki jo je UNESCO leta 2007 razglasil za svetovno dediščino, vsebuje štiri parcele primarnega deževnega gozda, ki segajo od morske gladine do 1300 metrov, in tri sosednje morske parcele. Več kot 50 % vseh rastlinskih in živalskih vrst na Madagaskarju naseljuje ta park, ki je edini življenjski prostor ogroženega rdečega lemurja (Varecia rubra). |
| Narodni park Midongy du sud                          |       | Atsimo-Atsinanana                                               | 1997        | 1922,0 km² | neznano                         | Ta srednje do visokogorski deževni gozdni park, ki vsebuje posebno veliko število endemičnih zdravilnih rastlin, varuje tudi 14 ogroženih endemičnih živalskih vrst in nasade dragocene ebenovine in palisandra. |
| Narodni park Nosy Hara                               |       | (morje) - Diana                                                 | 2012        | 1831,1 km² |                                 | Ta otok je edini življenjski prostor najmanjšega kameleona na svetu. Gozdnat otok ima zaplate tsingija in je obdan z zelo dobro ohranjenimi koralnimi grebeni. |
| Narodni park Nosy Tanikely                           |       | (morje) - Diana                                                 | 2011        | 3,1 km²    | 22.051                          | Ta morski park varuje mrežo koralnih grebenov, ki gostijo različne endemične in ogrožene vodne vrste v Indijskem oceanu, vključno z morskimi želvami. |
| Narodni park Nosy Ve-Androka                         |       | (morje) - Atsimo-Andrefana                                      | 2015        | 19,6 km²   |                                 | Ta park varuje mrežo koralnih grebenov, ki vsebuje približno 140 vrst koral in več kot 240 vrst rib, vključno z ribami iz zelo redke družine coelacanth. Tukaj so pogosti tudi delfini, morske želve in kiti grbavci. Julija 2018 je bil Tsimanampesotse – Nosy Ve Androka ustanovljen kot 5. biosferni rezervat na Madagaskarju |
| Narodni park Ranomafana                              |       | Haute Matsiatra, Vatovavy-Fitovinany                            | 1991        | 416,0 km²  | 21.032                          | Ta park, ki ga je UNESCO leta 2007 razglasil za svetovno dediščino, ščiti prehodni deževni gozd med značilnimi vzhodnimi in južnimi ekosistemi. Je dom 115 vrst ptic (30 edinstvenih za park) in zlatega bambusovega lemurja (Hapalemur aureus). Tukajšnji topli vrelci so že dolgo obiskani zaradi svojih zdravilnih lastnosti. |
| Narodni park Sahamalaza                              |       | (morje) - Sofia                                                 | 2007        | 260.0 km   | neznano                         | Sahamalaza, imenovana tudi Iles Radama, je bil sprva Unescov biosferni rezervat, preden je bil leta 2007 imenovana za narodni park. Približno polovica parka je pod vodo in obsega mrežo koralnih grebenov, preostanek pa vključuje mangrove vzdolž severozahodne obale in 75 kvadratnih kilometrov nekaterih zadnjih preostalih suhih obalnih gozdov na zahodni obali. Kritično ogroženi športni lemur Sahamalaza (Lepilemur sahamalaza)(ostalo jih je manj kot 100) in modrooki črni lemur (Eulemur flavifrons) (edini modrooki nečloveški primat na svetu) sta endemična za ta gozd. |
| Narodni park Tsimanampetsotse                        |       | Atsimo-Andrefana                                                | 1927        | 432,0 km²  | 1186                            | Ta park varuje jezero Tsimanampetsotsa, edino slano jezero na Madagaskarju. Je na območju z najvišjo stopnjo rastlinskega endemizma na Madagaskarju, kjer je 48 % rodov in 95 % endemičnih vrst in je znotraj bodičaste goščave ali "bodičaste puščave" južnega Madagaskarja, globalno značilne ekoregije. V parku vse leto živi slepi gob (Typhleotris madagascariensis), ki živi v jamah, in velika kolonija plamencev. Julija 2018 je bil Tsimanampesotse – Nosy Ve Androka ustanovljen kot 5. biosferni rezervat na Madagaskarju.                                                   |
| Narodni park Tsingy de Bemaraha                      |       | Melaky                                                          | 1997        | 723,4 km²  | 9561                            | Ta park je bil leta 1990 razglašen za Unescov seznam svetovne dediščine. Vsebuje največja Madagaskarjeva apnenčasta polja tsingy, pa tudi suhe gozdove, grmovje, deževni gozd in savano. Biotska raznovrstnost v tem parku je med najbogatejšimi med vsemi zaščitenimi naravnimi območji na svetu: 87 % rastlin in živali je endemičnih za Madagaskar, 45 % pa jih je edinstveno endemičnih za regijo okoli parka. |
| Strogi naravni rezervat Tsingy de Namoroka           |       | Boeny                                                           | 2002        | 222,3 km²  | neznano                         | Dramatične pokrajine, ohranjene v tem parku, vključujejo tsingy, kanjone, jame in bazene. Status Namoroke, povezane z narodnim parkom Bay de Baly, je bil leta 2002 spremenjen iz strogega naravnega rezervata v nacionalni park. |
| Narodni park Zahamena                                |       | Alaotra Mangoro, Analanjirofo, Atsinanana                       | 1997        | 423,0 km²  | neznano                         | Ta park v vzhodnem deževnem gozdu, ki ga je UNESCO leta 2007 razglasil za svetovno dediščino, je dom bogate raznolikosti endemičnih živalskih vrst, vključno s 112 vrstami ptic, 29 vrstami rib, 62 različnimi dvoživkami in 46 plazilci. Od 48 preštetih vrst sesalcev je 13 lemurjev. |
| Narodni park Zombitse-Vohibasia                      |       | Atsimo-Andrefana                                                | 1997        | 363,1 km²  | 2822                            | Suhi, vroči jugozahodni gozdovi, ki jih ščiti ta park, so prepleteni z rekami, ki podpirajo različne endemične divje živali, vključno s 47 % vseh endemičnih vrst ptic na Madagaskarju. |

### Posebni rezervati (Réserves Spéciales)
| Ime                    | Slika | Lokacija               | Ustanovitev | Površina   | Opis |
| ---------------------- | ----- | ---------------------- | ----------- | ---------- | --- |
| Ambatovaky             |       | Analanjirofo           | 1958        | 600,5 km²  | Ambatovaky je največji zaščiten nižinski deževni gozd za Masoalo in največji posebni rezervat Madagaskarja. 75 % od 291 rastlinskih vrst tukaj je endemičnih. V rezervatu je 11 vrst lemurjev, 110 vrst ptic, 113 vrst dvoživk in 34 vrst rib. |
| Gozdni rezervat Amber  |       | Diana                  | 1958        | 48,1 km²   | Rezervat meji na narodni park Amber Mountain in služi za zaščito bogastva biotske raznovrstnosti in endemizma, skupnega obema območjema, vključno s 1020 rastlinskimi vrstami, od katerih imajo mnoge zdravilne lastnosti. |
| Ambohijanahary         |       | Menabe, Melaky         | 1958        | 247,5 km²  | Park varuje zelo ogrožen sklerofilni gozd v prehodnem pasu med zahodnim in osrednjim ekosistemom. Nadmorske višine se gibljejo od 200 do 900 metrov nad morsko gladino, z dramatičnimi variacijami rastlinskega življenja, ki sledijo dvigu nadmorske višine. |
| Ambohitantely          |       | Analamanga             | 1982        | 56,0 km²   | Ambohitantno varuje zadnji preostali del gozda, ki je prej prekrival osrednje višavje Madagaskarja. Ta gozd vsebuje mešanico zimzelenih vrst deževnega gozda na visoki nadmorski višini, prepredenih z vegetacijo, ki jo najdemo v sklerofilnih gozdovih srednje nadmorske višine na zahodu, vključno z ogroženo palmo Manambe (Dypsis decipiens). |
| Analamerana            |       | Diana, Sava            | 1956        | 347,0 km²  | To je edini rezervat, ki varuje življenjski prostor kritično ogroženega perierjevega sifaka (Propithecus perrieri). Rezervat prav tako nudi zavetje osmim najredkejšim vrstam ptic na svetu v svojih gozdnatih kanjonih, kjer rastejo tri od sedmih vrst baobabov na otoku. |
| Andranomena            |       | Menabe                 | 1958        | 64,2 km²   | Varuje tipičen ekosistem regije Menabe, rastlinstvo tega rezervata je 80 % endemičnih in vključuje Grandidierjev baobab ter dve drugi vrsti baobaba, ki rasteta v svojem naravnem gozdnem habitatu. V parku živijo Verreauxova sifaka in štiri druge ogrožene vrste lemurja. |
| Anjanaharibe-Sud       |       | Sava                   | 1958        | 320,9 km²  | Nadmorska višina tega rezervata deževnega gozda je od 500 do 2000 metrov. Zavetje je ogromne rastlinske in živalske raznolikosti, od katere je večina endemičnih, vključno s 125 vrstami ptic, 12 vrstami lemurjev, 53 vrstami dvoživk, 40 vrstami plazilcev, 30 vrstami palm in 300 vrstami praproti, od katerih štiri najdemo le znotraj rezerva. To je zadnji habitat Takhtajania perrieri, rastline kritosemenke, ki se je razvila do današnjega stanja pred 120 milijoni let.                                     |
| Ankarana               |       | Diana                  | 1956        | 182,3 km²  | Ta park vsebuje apnenec, suhe listnate gozdove, sveto jezero in največjo mrežo jam ter podzemnih jezer in rek kjer koli v Afriki |
| Bemarivo               |       | Melaky                 | 1956        | 115,7 km²  | Reke, jezera in močvirja Bemariva nudijo zavetje 15 vrstam sesalcev, 20 vrstam plazilcev, šestim vrstam lemurjev in trem vrstam mesojedcev, vključno z endemično foso. Skoraj 47 % od 73 vrst ptic v rezervatu je endemičnih za Madagaskar, medtem ko je drugih 30 % endemičnih za regijo Indijskega oceana. |
| Beza Mahafaly          |       | Atsimo-Andrefana       | 1978        | 6,0 km²    | Beza Mahafaly vsebuje edini zaščiten galerijski gozd na Madagaskarju, ki teče ob reki Sakamena. Velik del populacije žarečih želv na jugozahodu Madagaskarja živi v parku, skupaj z obročastimi lemurji, sifakami, mišjimi lemurji in športnimi lemurji. |
| Bora                   |       | Sofia                  | 1956        | 48,4 km²   | Gozd Bora predstavlja prehodni ekosistem med suhimi zahodnimi gozdovi in vzhodnimi deževnimi gozdovi na severnem koncu otoka. Tukaj lahko najdemo številne vrste ptic, značilne za obe vrsti gozdov, od tega jih je 20 endemičnih. |
| Cap Sainte Marie       |       | Androy                 | 1962        | 17,5 km²   | Ta rezervat, znan tudi kot rt Vohimena, ščiti zelo ogroženo želvo in edinstveno pritlikavo vegetacijo te sušne, puščavi podobne regije. Delci jajčne lupine izumrlega ptiča slona zasipajo pesek. Kiti grbavci se selijo vzdolž obale rta od avgusta do novembra. Populacija želv v parku je v povprečju 3000 želv na kvadratni kilometer, kar je ena največjih gostot na svetu. |
| Kalambatritra          |       | Ihorombe, Anosy        | 1959        | (282,5 km² | Rezervat Kalambaritra, ločen od narodnega parka Midongy du Sud z 20-kilometrskim savanskim koridorjem, je edinstven, saj zajema ekosisteme vzhodnega nižinskega deževnega gozda, južnega bodičastega gozda in osrednjega zmernega gozda v enem samem parku ter prostranstva močvirij, ki varujejo številne vrste rib. Bogata je z vrstami ptic, lemurjev in dvoživk; ogroženi lemurji vključujejo rjavega lemurja z ovratnico (Eulemur collaris) in navadnega rjavega lemurja (Eulemur fulvus).                        |
| Kasijy                 |       | Betsiboka              | 1956        | 198,0 km²  | Ta rezervat odlikuje raznolikost ekosistemov, zaščitenih na tej ravni, vroči nižini, vključno z močvirji, savanami, stepami, suhimi listnatimi gozdovi in gostimi gozdovi zmernega pasu. Med 67 vrstami ptic, ki jih najdemo tukaj, jih je 43 % endemičnih Madagaskarju in 34 % endemičnih Madagaskarju, Komorih in Maskarenih. |
| Mangerivola            |       | Atsinanana             | 1958        | 130,0 km²  | Deževni gozdovi na nizki, srednji in visoki nadmorski višini, zaščiteni v rezervatu Mangerivola, so dom 100 vrstam ptic, od katerih jih je 63 endemičnih za Madagaskar in 23 endemičnih za regijo. Med temi endemičnimi vrstami sta Madagaskarski kačji orel (Eutriorchis astur) – ena najredkejših ptic na svetu – in ena najredkejših sov, endemična rdeča sova (Tyto soumagnei). Polovica kameleonov, najdenih v parku, velja za redkih.                                                                            |
| Maningoza              |       | Melaky                 | 1956        | 79,0 km²   | Gost suh gozd Maningoza je eden najboljših primerov te vrste ekosistema, saj je 78 % njegovih rastlinskih vrst endemičnih za Madagaskar. Je eden zadnjih primerov tropskega suhega gozda na ironitičnih tleh, ki je prej pokrival velik del zahodnega Madagaskarja. |
| Manombo                |       | Atsimo-Atsinanana      | 1962        | 53,2 km²   | Nižinski deževni gozd Manombo je dom številnih živalskih vrst, od katerih jih je 90 % endemičnih. To je edino zavarovano območje, ki nudi zavetje ogroženi strupeni žabi žabici, in gosti 52 vrst endemičnih polžev, kar je največja raznolikost med vsemi zavarovanimi območji na Madagaskarju. Flora rezervata vključuje eno od dveh vrst drevesnega rodu Allantospermum, druga je na Borneu; je tudi edino zavarovano rastišče endemične vrste Hintsia bijuga, ki je bila prej bolj razširjena v vzhodnem pragozdu. |
| Manongarivo]           |       | Diana                  | 1956        | 327,4 km²  | Rezervat ščiti gozd, značilen za območje Sambirano, ki varuje 11 rastlinskih vrst, endemičnih za rezervat, pa tudi štiri vrste lemurjev, 103 vrste ptic, 31 vrst dvoživk in 39 vrst plazilcev. Pokrajina rezervata je dramatična. Razprostira se na nadmorski višini od 150 do 1200 metrov in obsega suhe listnate gozdove na nizki in visoki nadmorski višini, ki rastejo na kamnitem masivu gnajsa, granita in bazalta, ki se naglo dvigne in tvori gore in pečine.                                                  |
| Marotandrano           |       | Sofia, Alaotra-Mangoro | 1956        | 422,0 km²  | Globoke, ozke doline Marotandrana so pokrite z gostim deževnim gozdom na srednji nadmorski višini in nudijo zavetje 140 vrstam ptic (56 endemičnih), 19 vrstam dvoživk, 16 vrstam plazilcev in 12 vrstam lemurjev, vključno s črno-belim lemurjem (Varecia variegata). |
| Pic d'Ivohibe          |       | Ihorombe               | 1964        | 34,5 km²   | Rezervat Ivohibe, povezan z narodnim parkom Andringitra, nudi zatočišče 77 vrstam ptic v gostih deževnih gozdovih na nizki in srednji nadmorski višini. Reke, ki tečejo po njegovem vrhu in okoliških pobočjih, zagotavljajo namakanje kmetijam okoliških skupnosti. |
| Tampoketsa Analamaitso |       | Sofia                  | 1958        | 171,5 km²  | Eden zadnjih primerov prehodnega gozda med zahodnimi in vzhodnimi gozdnimi ekosistemi, Tampoketsa vključuje deževni gozd na srednji nadmorski višini in goste suhe listnate gozdove. Skoraj polovica favne rezervata je endemična, vključno s 23 od 24 vrst plazilcev v parku; rezervat ima tudi nenavadno raznolike populacije polžev in hroščev. |

### Druga zavarovana območja
| Ime                                    | Slika | Lokacija                                                        | Ustanovitev | Površina   | Opis |
| -------------------------------------- | ----- | --------------------------------------------------------------- | ----------- | ---------- | --- |
| Zavarovana pokrajina Ambato Atsinanana |       | Anosy                                                           | 2015        | 731 ha     | To zavarovano območje je sestavljeno iz treh ločenih območij, ki ščitijo obalni del, obalni gozd, nižinski deževni gozd in habitate mangrov. Je del gozda Sainte Luce na jugovzhodnem Madagaskarju, kjer živi več endemičnih vrst rastlin in živali. |
| Gozdni koridor Ankeniheny-Zahamena     |       | Atsinanana, Analanjirofo, Alaotra Mangoro                       | 2015        | 3710,0 km² | To zaščiteno območje, ki obsega savane in sekundarne gozdove, prepredene z degradiranimi gozdovi in kmetijami, tvori koridor med več parki Ala Atsinanana, ki so na Unescovem seznamu svetovne dediščine. Med rastlinami, ki jih najdemo na tem območju, je 26 % družin in 95 % vrst endemičnih; Tu najdemo tudi 13 vrst lemurjev in številne endemične vrste dvoživk in plazilcev. |
| Gozdni koridor Fandriana Marolambo     |       | Atsinanana, Vakinankaratra, Amoron'i Mania, Vatovavy Fitovinany | 2015        | 1942,9 km² | To zaščiteno območje, ki obsega savane in sekundarne gozdove, prepredene z degradiranimi gozdovi in kmetijami, tvori koridor med več parki Ala Atsinanana, ki so na Unescovem seznamu svetovne dediščine. Med rastlinami, ki jih najdemo na tem območju, je 26 % družin in 95 % vrst endemičnih; Tu najdemo tudi 13 vrst lemurjev in številne endemične vrste dvoživk in plazilcev. |
| Mahavavy-Kinkony                       |       | Boeny                                                           | 2006        | 2760,0 km² | Mahavavy-Kinkony obsega goste suhe gozdove, sladkovodna jezera, slane zalive in rečne delte ekosistemov, ki so dom več kritično ogroženim endemičnih vrst. |
| Varstveno območje Mandena              |       | Fort Dauphin                                                    |             |            | [ 23 ] |
| Montagne des Français                  |       | Diana                                                           | 2013        | 60,9 km²   | To zavarovano območje vzhodno od Antsiranane je gost in suh pollistav gozd, ki pokriva apnenčasto planoto s kanjoni. Edinstvena vrsta baobaba je endemična za to območje, tako kot tri družine žilnih rastlin in več živalskih vrst. |